# Ruth Handler
Ruth Handler (Denver, 4 de noviembre de 1916-Los Ángeles, 27 de abril de 2002) fue una empresaria estadounidense, presidenta de la empresa de juguetes Mattel y es recordada, principalmente, por su papel en la mercadotecnia de la muñeca Barbie. Fue también pionera en la producción de prótesis de mama en los años 1980.

## Biografía
Registrada al nacer como Ruth Marianna Mosko el 4 de noviembre de 1916 en Denver, Colorado, Ruth era hija de inmigrantes judíos-polacos, Ida Mosko (apellido de soltera Rubenstein) y Jacob Joseph Mosko (apellido original Moskovich). Durante sus estudios de secundaria conoció a Elliot Handler, quien sería su novio y más tarde su marido. Se casó en 1938 y se mudó a Los Ángeles. Su esposo decidió hacer sus muebles con dos nuevos tipos de plásticos, Lucite y Plexiglás. Ruth sugirió que comenzara a hacer esto comercialmente y comenzaron un negocio de muebles. Ruth trabajó como fuerza de ventas para el nuevo negocio, firmando contratos con Douglas Aircraft Company y otros.

## Creación de Mattel
Elliot Handler, marido de Ruth, y su socio de negocios, Harold Matson, fundaron una empresa pequeña para fabricar marcos, le llamaron "Mattel" combinando sus nombres ("Matt" + "El" liot). Más tarde, ellos empezaron a utilizar piezas del proceso industrial para hacer muebles para casa de muñecas. Los muebles eran más provechosos que los marcos para retrato y se decidió concentrar en la fabricación de juguetes. La primera gran venta de la compañía fue el “Uka-a-doodle", un Ukelele de juguete.

## Idea innovadora
Ruth había notado que su hija Bárbara prefería jugar con muñecas de papel que se parecieran más a adultos antes que muñecos que se asemejaban a niños. Ruth notó las limitaciones de las muñecas de papel, incluida la forma en que la ropa de papel no se ajustaba bien. Quería producir una "muñeca de papel" de plástico tridimensional con un cuerpo de adulto y un guardarropa de ropa de tela, pero su marido y su socio pensaron que los padres no comprarían a sus hijas una muñeca con una figura voluptuosa. Mientras estaban de vacaciones por Europa en Suiza, Ruth vio la muñeca Lilli, que no era precisamente un juguete para niñas, sino más bien se trataba de un regalo de broma para hombres) y la compró para su hija Bárbara. Ruth reconoció que desconocía la naturaleza adulta de la muñeca cuando se la compró. A pesar de ello, la muñeca Lilli era una representación del mismo concepto que Ruth había estado tratando de vender a otros ejecutivos de Mattel. Esta muñeca era diferente a las muñecas con forma de bebé con las que jugaban las niñas durante este tiempo, y a Ruth le sirvió de inspiración. Hasta ese momento, no había muñecas para niñas que tuvieran la edad suficiente para comprender los conceptos básicos de la adolescencia y la edad adulta. Barbie tendría como objetivo llenar directamente ese vacío en la industria.

## Barbie
Cuando regresó a casa, modificó el diseño de la muñeca y la renombró como Barbie en honor a la hija de los Handler, Bárbara. Barbie debutó en la feria del juguete de Nueva York el 9 de marzo de 1959, pero no fue un éxito inmediato. Cuando Disney presentó el programa de televisión infantil The Mickey Mouse Club, Mattel invirtió mucho en publicidad en televisión. Los anuncios de televisión de la muñeca Barbie valieron la pena y Barbie catapultó a Mattel y a los Handler a la fama y la fortuna. Posteriormente, agregarían un novio para Barbie llamado Ken, en honor al hijo de los Handler, entre otros muchos que se añadirían a los "amigos y familiares" del mundo de Barbie.

## Pionera en producir prótesis mamarias
Tras un problema descubierto en Mattel en 1973 sobre fraude contable y falsificación de informes financieros en 1974 la pareja de fundadores fueron expulsados de la empresa, Ruth tuvo que renunciar como presidenta, fue condenada a pagar una multa y a realizar servicios comunitarios. En 1980 los Hadler vendieron su participación en Mattel.
Ruth decidió entonces iniciar un nuevo emprendimiento. En los años 1970 se enfrentó a un cáncer de mama y a una mastectomía y decidió entonces embarcarse en la creación de pechos postizos. Fabricó una de las primeras prótesis mamarias del mercado a las que llamó Nearly Me (casi yo) que promocionó además personalmente. Una de sus clientas más famosas fue la primera dama de EEUU Betty Ford.  En la década de los 90 vendió la fábrica de implantes a Kimberly-Clark.

## Fallecimiento
Murió en California debido a un cáncer de colon, el 27 de abril de 2002, a los 85 años. Su marido Elliot murió diez años después, a los 95 años.